# タッキーの滝沢電波城
『タッキーの滝沢電波城』（タッキーのたきざわでんぱじょう）は、2007年10月6日から2018年12月29日まで放送されたニッポン放送のラジオ番組である。パーソナリティは滝沢秀明。放送時間は毎週土曜日22：30 - 23：00。

## 概要
前番組「キンキラKinKiワールド」に代わり、2007年10月6日スタート。これまで滝沢は「オールナイトニッポン」など単発でメインパーソナリティを務めたことがあったが、この番組が初レギュラーとなる。タイトルは滝沢の舞台「滝沢演舞城」に引っ掛けた。
テーマ曲はFreeTEMPO「SUNSHINE FEAT.BIRD」。
2018年11月17日の放送から、｢お便り｣を中心に、ハガキやメールを紹介するようになる。
滝沢秀明の芸能界引退に伴い、2018年12月29日をもって終了し、11年3か月の番組の歴史に幕を閉じた。
2019年1月5日から3月30日までの当時間帯の放送枠は、週替わりの特番を放送する措置を取り、4月6日には新番組『藤ヶ谷太輔 Peaceful Days』を開始した。

### 過去のコーナー
ふつうのおたより
普通のメールを読みながらスタッフと雑談する。
心も綺麗な君が好き
リスナーの失敗したこと、謝りたいことを募集する。
タキレンジャー
リスナーが助けを求めるが、タキレンジャーは聞くだけで解決しない。
滝滝キョンシーズ
キョンシーに似た人の目撃情報を募集する。
ジャニーズものまねコンプリート
｢タキレンジャー｣終了後の企画。ジャニーズに所属している、人物のモノマネをし、コンプリートを目指す。途中から｢延長戦｣の文字をつけるようになった。計108人のモノマネをした。
(途中で終了されたコーナー)
風雲・タッキーし城
世の中の噂を検証する。
滝ツボ
女の子のキュンとする仕草を募集する。
滝沢弁護士のジャスティス
滝沢さんが以前、弁護士をしていたことから、弁護していく。
子供ファイル
子供の何気ない仕草を、確保していく。
簡単おつまみ
簡単で作れる｢おつまみレシピ｣を書いてもらい、番組スタッフと食べ比べする。
真面目な相談
お悩みを相談する。
さくらちゃん
殿が育てている盆栽の｢さくらちゃん｣の話していることを募集。

## コラボレーション
- 2009年6月の放送で、石原さとみを迎えた。滝沢と石原は2005年大河ドラマ「義経」で主演した仲でもある。このことから、石原さとみ SAY TO ME!とコラボレーションを行い、こちらでは滝沢がゲストとして出演した。
- ニッポン放送のタイムテーブルの2018年11月号の表紙＆インタビューに本番組パーソナリティの滝沢が登場し、ラジオへの想いを語った。発行当時は滝沢の引退前ということもあり、影響を考慮し増刷を行ったものの、売り切れとなったり、郵送での追加注文が殺到するなど大きな反響を呼んだ[5][6]。

## ネット局と放送時間
NRN加盟局
- ニッポン放送（キー局）　土曜22:30 - 23:00
- 新潟放送　土曜23:00 - 23:30（2008年4月開始）
- 山梨放送　日曜22:00 - 22:30
- 信越放送　日曜22:00 - 22:30

過去
- 東北放送（2007年10月 - 2008年3月）
- 信越放送（2008年10月4日 - 2011年4月2日、2011年10月8日 - 2012年3月31日）
- 北日本放送（2007年10月 -　2010年3月31日）
- 北陸放送（2008年4月 - 2011年4月2日）
- 福井放送（2007年10月 - 2009年4月4日）
- 静岡放送（2008年10月2日 - 2014年9月26日）
- 毎日放送（MBSラジオ）（2009年4月9日 - 2014年3月24日）
- 和歌山放送（2007年10月 - 2009年10月3日）
- ラジオ関西（2007年10月 - 2011年7月31日）※JAM×JAMに内包
- 山陰放送（2007年10月 - 2011年10月1日）
- 山陽放送（2007年10月 - 2009年10月3日）
- 四国放送（2007年10月 - 2012年4月1日）
- 熊本放送（2009年10月9日 - 2010年4月2日）
- 宮崎放送（2010年4月5日 - 同年12月27日）
- ぎふチャン　(不明〜2013年9月29日)
- 高知放送　(不明)
- 山形放送 （2011年12月24日～不明）